# アディ・テケレザン
アディ・テケレザン（ティグリニャ語ラテン文字綴り:Adi Tekelezan、ティグレ語:Ad Tekelezan）は、エリトリア・アンセバ地方南部の町。アディ・テケレザン地区の行政府所在地でもある。アスマラからケレンに至る経路上に存在する。この地域の商業的集散地でもある。人口約4,000人。アディ・テケレザンは他にĀdī Tekelezan Ketema,Ādī-Teklezan,Ad Teclesan,Adi Tekelezan,Ādī Tekelezan,とも綴られる。また、アディ・テケレザン・ケタマと呼ばれることもあり、Adi Tekelezan Ketemaと綴られる。北緯15度34分02秒、東経38度46分43秒。標高2273m。

## 歴史
アディ・テケレザンは古代キリスト教における聖地巡礼の経由地だった。この地域に初めに定住したのはティグレ族で、その後にティグリニャ族の流入があった。1920年代になって、当時エリトリアを植民地としていたイタリア人は、アスマラ-ケレン間の国道をアディ・テケレザンを経由する形で建設した。この町が著名な休憩地点であることに加え、道路建設による市場の成長効果を期待がその理由だった。また、町は第二次世界大戦中にイギリス軍からアスマラを防衛するための防禦拠点としても機能した。エリトリア独立戦争開始後、エリトリア解放戦線(ELF)とエリトリア人民解放戦線(EPLF)が共同戦線を貼っていた間はこの2つの組織が共同で町を守備していたが、ソビエト連邦がエチオピアの支援を受けるに至って撤退した。